# Strömmingsgrynnan, Malax
Strömmingsgrynnan med Sandgrynnan är en ö i Finland. Den ligger i Norra kvarken eller Bottenhavet och i kommunen Malax i den ekonomiska regionen  Vasa i landskapet Österbotten, i den västra delen av landet. Ön ligger omkring 47 kilometer väster om Vasa och omkring 380 kilometer nordväst om Helsingfors.
Öns area är 2,1 hektar och dess största längd är 280 meter i nord-sydlig riktning.

## Sammansmälta delöar
- Strömmingsgrynnan 62°57′51″N 20°44′15″Ö / 62.96405°N 20.73742°Ö
- Sandgrynnan 62°57′46″N 20°44′18″Ö / 62.96269°N 20.7383°Ö

## Klimat
Inlandsklimat råder i trakten. Årsmedeltemperaturen i trakten är 2 °C. Den varmaste månaden är juli, då medeltemperaturen är 13 °C, och den kallaste är februari, med −4 °C.